# Waalse politiek
De Waalse politiek beschrijft de politiek van de Waalse instellingen. In grote lijnen loopt de Waalse politiek samen met de Belgische Franstalige politieke wereld, al hoort enerzijds het Franstalige Brusselse milieu niet tot Wallonië, en anderzijds de kleine Duitstalige Gemeenschap wel.

## De Waalse instellingen
Het Waals Gewest heeft een eigen regering (in tegenstelling tot het Vlaams Gewest dat een regering deelt met de Vlaamse Gemeenschap). Haar negen leden zijn verantwoordelijk voor een wetgevend orgaan dat bij algemene kiesrecht wordt gekozen: het Waals Parlement. Deze instellingen hebben hun zetel te Namen (hoofdstad van het Waals gewest volgens het besluit van 11 december 1986, dat een traditie uit 1912 officieel maakte). Drie leden van deze regering hebben eveneens zitting in de Regering van de Franse Gemeenschap, met name Marie Arena, Michel Daerden en Marie-Dominique Simonet, (zie Regio's van België). Dit wordt sinds 1995 gedaan voor een betere coördinatie tussen het Waalse gewest en de Franstalige gemeenschap.

### Wallonië op het internationale toneel
Wallonië heeft algemene delegaties gevestigd in Quebec, Berlijn, Parijs, Warschau, Praag, Brussel (EU), Baton Rouge, Santiago (Chili), Dakar, Rabat, Kinshasa, Algiers, Tunis, Boekarest en Hanoi. Bovendien is het geheel van Belgische ambassades verplicht om de Waalse Agences à l'exportation (AWEX) onder te brengen.
In het kader van de Waalse vertegenwoordiging van België op Europees niveau, was het eerste „internationale“ initiatief van Wallonië het ondertekenen van een Déclaration commune met Quebec, op 12 december 1980 binnen het dan nog zeer beperkte kader van haar bevoegdheden. Het is eerste minister René Lévesque en minister-president Jean-Maurice Dehousse die dit engagement aangingen dat tot op de dag van vandaag wordt nageleefd.

## Het parlement

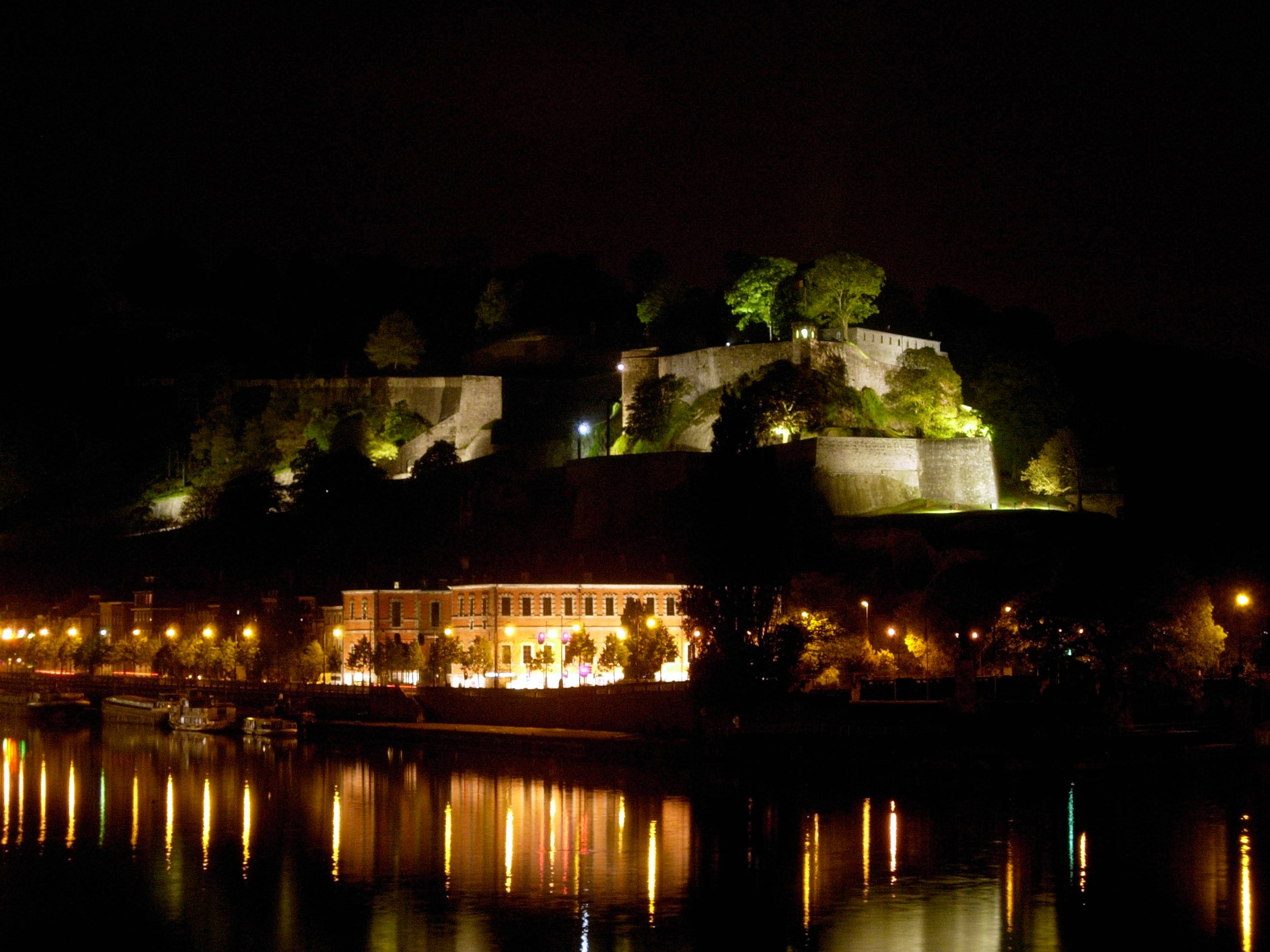
Namen: de Citadel en het Waals Parlement dat is ondergebracht in het oude gesticht Saint-Gilles.

Het Waals Parlement, is uit vijfenzeventig afgevaardigden samengesteld die bij rechtstreeks algemene kiesrecht zijn verkozen. De vijfenzeventig Waalse afgevaardigden vormen samen met negentien Franstalige Brusselse parlementariërs het Parlement van de Franse Gemeenschap. De verkiezingen voor het Waals Parlement vinden sinds 1999 op dezelfde datum plaats als deze voor het Europees Parlement. Het Waalse parlement kan niet worden ontbonden gedurende haar legislatuur. De eerste rechtstreekse verkiezing dateert van juni 1995, daarvoor werd het parlement Conseil régional wallon genoemd en was samengesteld uit leden Kamer van volksvertegenwoordigers en Senaat die waren verkozen in Wallonië.
Samenstelling van het parlement voor de vijfde legislatuur (2014-2019):
- Parti Socialiste (PS) : 30 zetels
- Mouvement Réformateur (MR) : 25 zetels
- Centre démocrate humaniste (cdH) : 13 zetels
- Ecolo : 4 zetels
- Parti du Travail de Belgique (PTB) : 2 zetels
- Parti Populaire (PP) : 1 zetel

De huidige voorzitter van het parlement is André Antoine (cdH).

## De regering

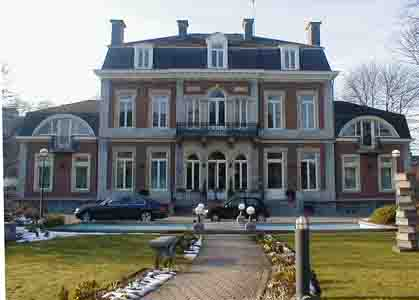
het Elysette te Namen.

Samenstelling van de regering na de verkiezingen van mei 2014 (coalitie PS-cdH):
- Paul Magnette (PS), minister-president, residerend in het Elysette (ambtswoning van de Waalse minister-president)
- Jean-Claude Marcourt (PS), minister van Economie, Industrie, Innovatie en Digitalisering (tevens viceminister-president)
- Paul Furlan (PS), minister van Lokale Besturen, Wonen en Energie
- Christophe Lacroix (PS), minister van Begroting,  Ambtenarenzaken en Administratieve Vereenvoudiging
- Éliane Tillieux (PS), minister van Werk en Vorming
- Maxime Prévot (cdH), minister van Openbare Werken, Gezondheid, Patrimonium en Kinderbijslag
- Carlo Di Antonio (cdH), minister van Milieu, Dierenwelzijn, Ruimtelijke Ordening, Mobiliteit en Luchthavens
- René Collin (cdH), minister van Landbouw, Natuur en Toerisme

## De Waalse symbolen

De vlag van Wallonië.

- De vlag van Wallonië: van goud met een strijdlustige haan, ontworpen door Pierre Paulus
- Haar volkslied: Le Chant des Wallons
- Haar regionale feestdag: de derde zondag van september
- Haar devies: « Wallon toujours » (« Walon todi » in het Waals)

## Bevoegdheden van het Waalse gewest
Naast de regionale bevoegdheden die haar door de Belgische grondwet werden toegekend, heeft het Waalse gewest zich een deel van de bevoegdheden van de Franse Gemeenschap naar zich toegetrokken in 1993.
Daarom oefenen de 75 Waalse parlementariërs, samen met 19 Brusselse Franstalige parlementariërs, de bevoegdheden van de Franse Gemeenschap in de praktijk uit, en verschillende Waalse ministers (Marie, Arena, Dominique Simonet…) hebben  tegelijkertijd zitting in de Waalse gewest- en Franse gemeenschapsregering. Als men de bevoegdheden van de Franse Gemeenschap in verband met Wallonië en deze van Wallonië zelf samentelt, komt men tot een totaal van 51% van de oude overgehevelde Belgische bevoegdheden

### De zetels van de instellingen
- Namen: Hoofdstad van het gewest (zetel van het Waals Parlement)
- Luik: Zetel van de economische instellingen
- Verviers : « Capitale wallonne de l'eau »
- Charleroi : Zetel van de sociale instellingen (o.a. Forem)
- Daarnaast vindt men in Brussel de zetel van het Agence wallonne à l'Exportation et aux Investissements étrangers (AWEX) en la Division des Relations internationales (DRI), dat praktisch gefusioneerd is met het Commissariat général aux Relations internationales de la Communauté française (CGRI).

### De Waalse gewestelijke administratie

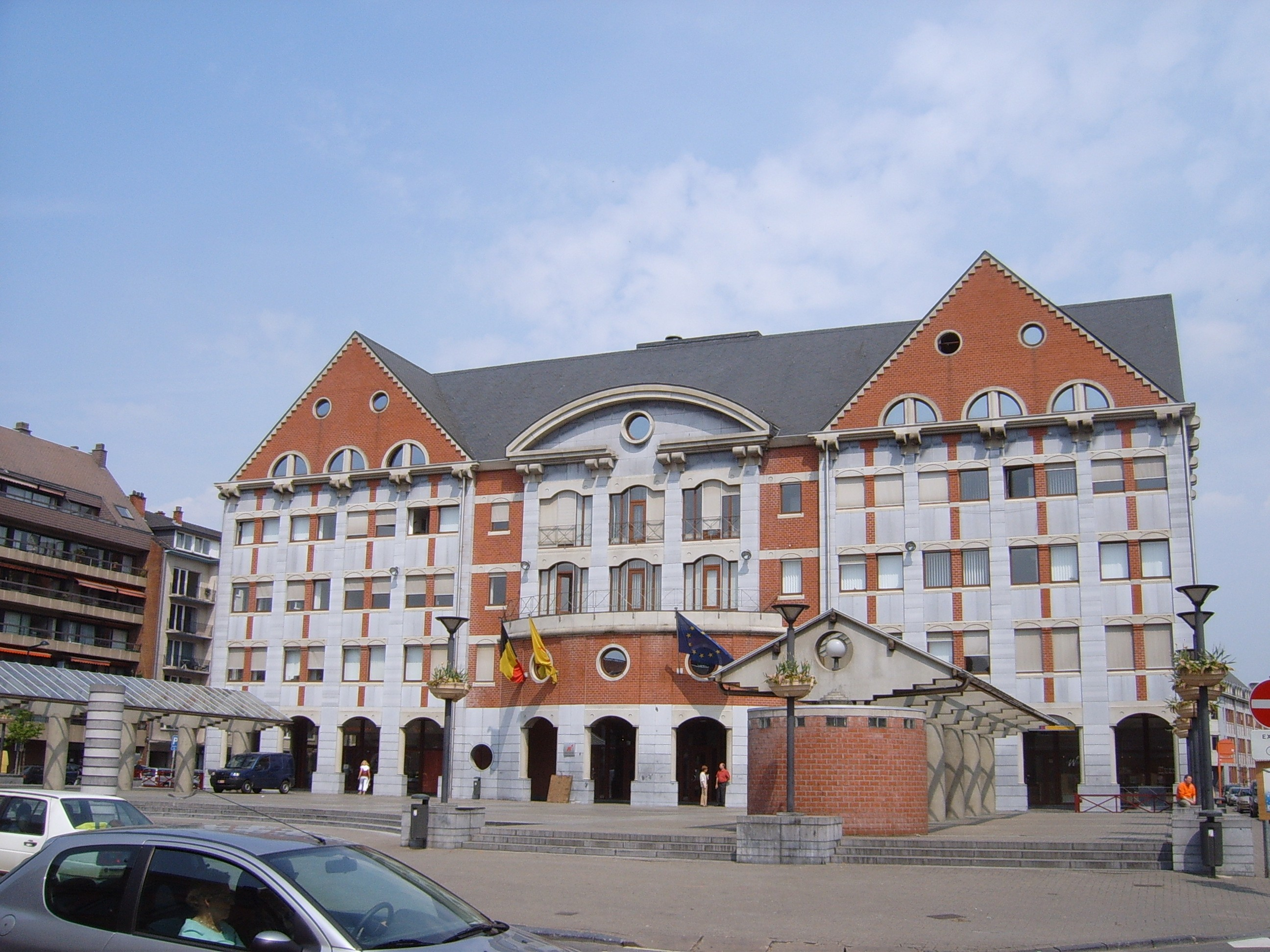
De Service public de Wallonie, met hoofdzetel in Jambes.

De Waalse regionale administratie omvatte tot 2008 twee ministeries:
- het ministerie van het Waalse gewest (MRW)
- het Waalse ministerie van Uitrusting en Transport (MET)

In 2008 werden deze gefusioneerd tot één Service public de Wallonie ("Openbare dienst van Wallonië").
Zij omvat voorts een reeks pararegionale instellingen (instellingen van openbaar belang, OIP) die over beslissingsvrijheid beschikken. De belangrijkste zijn:
- Awex - buitenlandse handel
- Awiph - integratie van gehandicapte personen
- IFAPME - beroepsvorming
- Forem - beroepsgebruik en -vorming
- SWDE - waterproductie en -distributie
- Société wallonne du logement - huisvesting
- Société Régionale Wallonne du Transport

## Voetnoot
1. ↑  C.É. Lagasse, Les nouvelles institutions politiques de la Belgique et de l'Europe, Namen, 2003, p. 289.